# 주성코퍼레이션
주성코퍼레이션(영어: Joo Sung Corporation)는 대한민국의 기업이다. 2023년 컨버즈 최대주주인 코우홀딩스가 비앤피주성에 경영권을 매각하였다

## 역사
2018년 KGP(Korea Green Paper)였던 사명으로 컨버즈(CONBUZZ)로 바꿨다가 (주)주성코퍼레이션으로 사명을 변경하였다.

## 논란
2018년 8월과 2019년 3월 타인에 대한 담보제공 결정, 2019년 3월 타법인주식 및 출자증권 처분 결정 관련 사실을 지연 공시하여  한국거래소 유가증권시장본부가 불성실공시법인으로 지정하였다

## 거래정지
2020년 3월에 외부감사인의 감사의견 거절로 거래정지된 후 회사가 3∼4년 가까이 거래정지된 상태다.
2025년 3월 26일, 약 5년 만에 거래가 재개되었다.

## 참고문헌
1. ↑  윤상호, 컨버즈 최대주주 코우홀딩스, 비앤피주성에 경영권 매각,  디일렉, 2023-12-19
2. ↑  이대락, 컨버즈 바이오회사 투자 확대, 곽종윤 제지회사에서 무한변신, 비지니스포스트, 2018-04-17
3. ↑  주성코퍼레이션 등, 이투데이, 2024년 1월 4일
4. ↑  조민정, 컨버즈, 불성실공시법인 지정, 연합뉴스, 2019-04-17
5. ↑  '거래정지'에 묶인 시총 8.2조…증시 힘 빼는 기업 퇴출 강화, 한국경제, 2024년 3월 3일
6. ↑  주성코퍼레이션, ‘5년’ 만에 거래 재개했지만… 첫날 5분의 1토막 조선비즈 2025-03-26